# Берклі (Айова)
Берклі (англ. Berkley) — місто (англ. city) в США, в окрузі Бун штату Айова. Населення — 23 особи (2020).

## Географія
Берклі розташоване за координатами 41°56′47″ пн. ш. 94°6′49″ зх. д. / 41.94639° пн. ш. 94.11361° зх. д. (41.946416, -94.113648).  За даними Бюро перепису населення США в 2010 році місто мало площу 0,54 км², уся площа — суходіл.

## Демографія
Згідно з переписом 2010 року, у місті мешкали 32 особи в 11 домогосподарстві у складі 9 родин. Густота населення становила 60 осіб/км².  Було 14 помешкання (26/км²).
Расовий склад населення:
| - 96,9 % — білих - 3,1 % — осіб інших рас |

До двох чи більше рас належало 0,0 %. Частка іспаномовних становила 3,1 % від усіх жителів.
За віковим діапазоном населення розподілялося таким чином: 25,0 % — особи молодші 18 років, 56,2 % — особи у віці 18—64 років, 18,8 % — особи у віці 65 років та старші. Медіана віку мешканця становила 42,0 року. На 100 осіб жіночої статі у місті припадало 146,2 чоловіків;  на 100 жінок у віці від 18 років та старших — 140,0 чоловіків також старших 18 років.
Середній дохід на одне домашнє господарство  становив 49 708 доларів США (медіана — 38 750), а середній дохід на одну сім'ю — 32 025 доларів (медіана — 31 667). За межею бідності перебувало 4,5 % осіб, у тому числі 0,0 % дітей у віці до 18 років та 0,0 % осіб у віці 65 років та старших.
Цивільне працевлаштоване населення становило 12 особи. Основні галузі зайнятості: будівництво — 33,3 %, освіта, охорона здоров'я та соціальна допомога — 25,0 %, науковці, спеціалісти, менеджери — 16,7 %, мистецтво, розваги та відпочинок — 16,7 %.